# Opius monticola
Opius monticola är en stekelart som beskrevs av Szepligeti 1898. Opius monticola ingår i släktet Opius och familjen bracksteklar. Inga underarter finns listade i Catalogue of Life.